# أزهر حسين
أزهر حسين (بالإنجليزية: Azhar Hussain) هو مصارع هاوي باكستاني، ولد في 15 مارس 1984 في مظفرغرة في باكستان.

## روابط خارجية
- أزهر حسين على موقع اتحاد ألعاب الكومنولث (مؤرشف) (الإنجليزية)
- أزهر حسين على موقع اتحاد ألعاب الكومنولث (مؤرشف) (الإنجليزية)